# Victor Surbek
Victor Surbek (* 1. November 1885 in Zäziwil; † 26. März 1975 in Bern) war ein Schweizer Maler, Aquarellist, Zeichner, Grafiker und Illustrator. Er war der Ehemann der Malerin Marguerite Frey-Surbek.

## Leben
Victor Surbek wurde als Sohn von Victor Surbek, der von 1890 bis 1920 Chefarzt des Inselspitals war, geboren. 1893 zog er nach Bern und besuchte das dortige Literargymnasium. An der Gewerbeschule besuchte er die Freikurse Aktzeichnen und Landschaftsmalerei. Durch Ernst Linck kam er in Kontakt zur Malerei und entschied sich für den Beruf des Kunstmalers. Von 1904 bis 1906 besuchte er die Kunstgewerbeschule in München. Es folgten Weiterbildungen an der staatlichen Akademie der Bildenden Künste in Karlsruhe (1907–1909) und an der Académie de la Grande Chaumière in Paris (1909–1911). Dort lernte er seine spätere Frau, die Malerin Marguerite Frey kennen, die er 1914 heiratete. Mit ihr zusammen führte Surbek von 1915 bis 1931 in Bern eine eigene Malschule. 
Surbek war Präsident der GSMBA (Gesellschaft Schweizerischer Maler, Bildhauer und Architekten), Sektion Bern. 1918 setzte er sich in dieser Funktion für die Gründung der Kunsthalle Bern ein. Ab 1919 hatte er ein Atelier im Landhaus der Eltern in Iseltwald am Brienzersee, wo er häufig den Sommer verbrachte. Zudem unternahm er zusammen mit seiner Frau zahlreiche Reisen durch Europa, Amerika und Afrika.
Surbek war mit René Gardi befreundet und begleitete ihn für drei Wochen nach Kamerun. Dort schuf er zahlreiche Aquarelle, Oelbilder, Feder- und Tuschzeichnungen, Lithografien und Radierungen. 1930 lud er Max Böhlen ein, mit ihm für zwei Monate nach Korsika zu reisen.

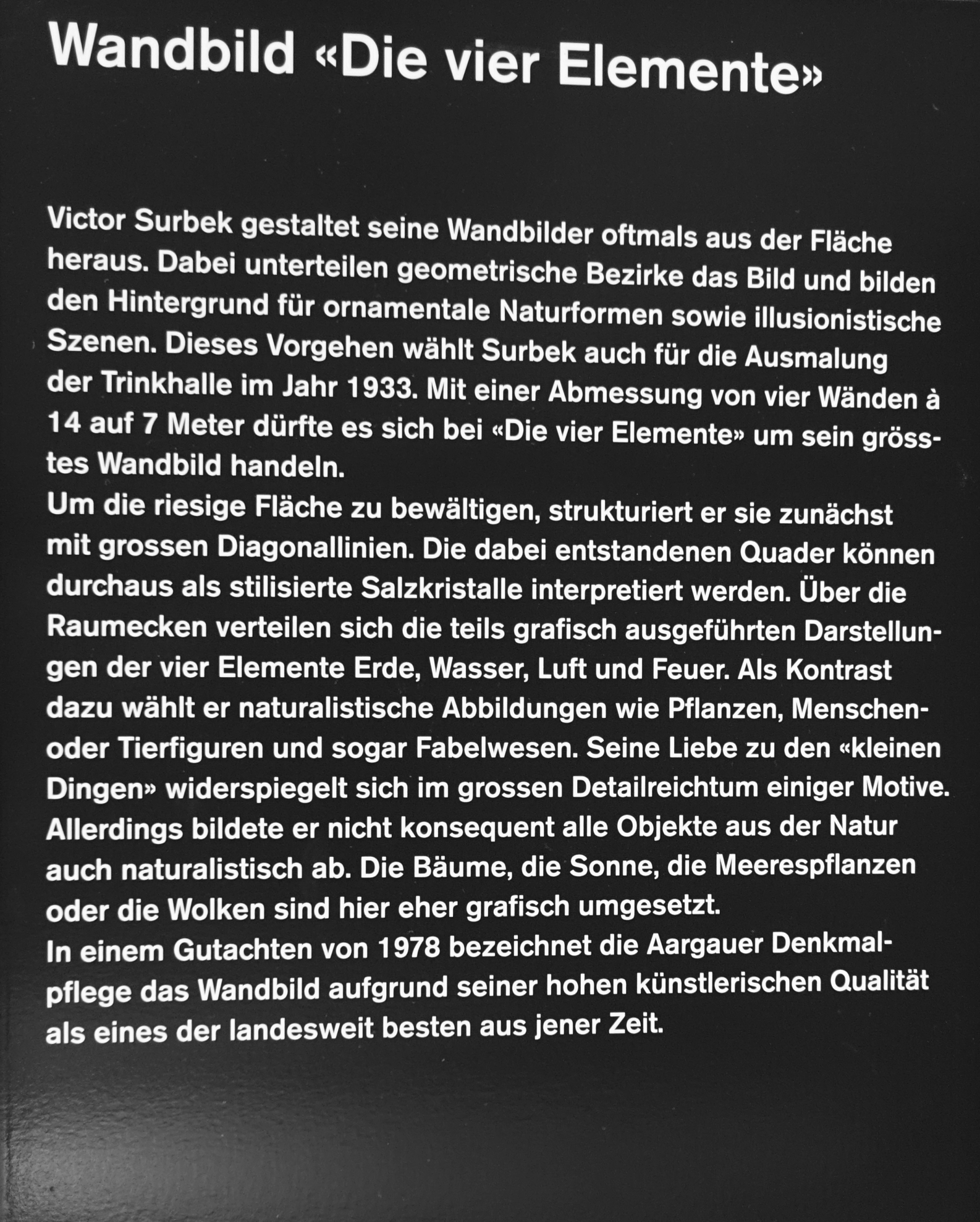
Kurbrunnenanlage in Rheinfelden

Surbeks erste Teilnahme an einer international bedeutenden Ausstellung war die Teilnahme an der Biennale Venedig 1920. Die Eidgenössische Kunstkommission führte 1920 eine Vor-Ausstellung in der Berner Kunsthalle durch. Dort waren 38 Schweizer Künstler mit 172 Werken vertreten. Giovanni Giacometti hatte die Aufgabe, die Werke für Venedig auszuwählen, darunter war auch ein einzelnes Bild von Surbek. Auch 1926, 1936, 1938 konnte Surbek an der Biennale in Venedig teilnehmen. Für die Trinkbrunnenhalle der Kurbrunnenanlage in Rheinfelden schuf Surbek 1933 das Wandgemälde Die vier Jahreszeiten. Surbek malte für die Schweizerische Landesausstellung 1939 in Zürich zwei monumentale Gemälde: Das erste mit dem Titel Holzhauer im Winterwald war in der Eingangshalle der Ausstellung Unser Holz zu sehen. Zusammen mit seiner Frau, sowie mit Martin Christ und Herold Howald, gestaltete er ein 200 Meter breites Wandgemälde mit dem Titel Schweizer Landschaften für die Halle Strassenverkehr. Dies blieb das einzige Werk, das das Ehepaar Surbek gemeinsam anfertigte. Das Paar malte sonst nur im Frühling gemeinsam in Iseltwald, das restliche Jahr verbrachten die Surbeks in der Berner Altstadt in getrennten Ateliers. Sie wollten auch nicht gemeinsam ausstellen. In seinen letzten Lebensjahren pflegte Surbek freundschaftlichen Kontakt zum Arzt und Maler Bendicht Friedli. 
Victor Surbek starb 1975 in Bern. Der schriftliche Nachlass und ein Teil des künstlerischen Nachlasses befinden sich in der Burgerbibliothek Bern.

## Werk
Victor Surbek malte oft Gebirgslandschaften und Berner Stadtansichten in Öl. Das malerische Werk mit seinen eher zurückhaltenden Farben und klaren Linien ist von der Zeichnung und der Druckgrafik beeinflusst. Auch Porträts und Figurenkompositionen zählten zum Repertoire.
Bekannt geworden ist Surbek durch seine Schulwandbilder, die vom Schweizerischen Lehrerverein im Ingold-Verlag herausgegeben wurden. Sie dienten zur Veranschaulichung geologischer Phänomene in den Alpen. 1930 erhielt er den Auftrag, die Westfassade des Berner Zytgloggeturmes mit dem Zifferblatt neu zu gestalten. 1932 entstand das Bild Tafelrunde, das einen Kreis von Künstlern und Kunstinteressierten dokumentiert, der sich jeden Donnerstag im Café Harmonie in Bern traf. Darunter die Maler Herold Howald, Paul Zehnder, Max Böhlen, den Kunsthistoriker Wilhelm Stein und den Bildhauer Max Fueter zeigt.

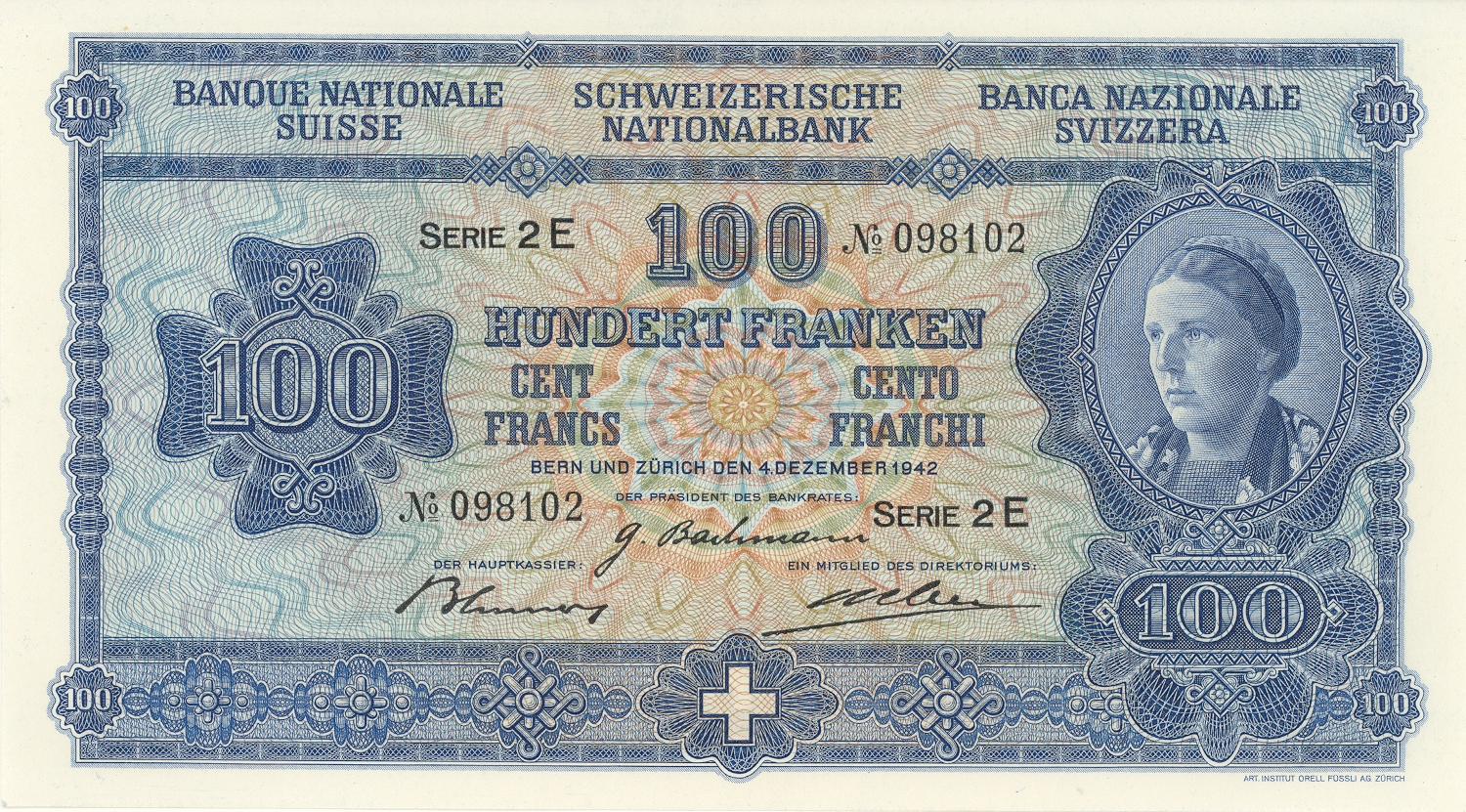
Die von Surbek entworfene 100-Franken-Banknote (Vorderseite)

1938 gestaltete Victor Surbek gemeinsam mit Hans Erni Teile der 4. Banknoten-Serie, wobei Surbek die 100-Franken-Note entwarf. Bei dieser Serie handelt es sich um eine nie ausgegebene Reserve-Serie. Sie wurde unter anderem zurückgezogen, weil ein Luzerner Parlamentarier Einspruch erhob, dass „ausgerechnet ein Kommunist wie Erni“ diesen Auftrag erhalten soll.

## Schüler
In seiner Malschule in Bern unterrichtete Surbek von 1915 bis 1931 unter anderem Serge Brignoni, Max Böhlen, Ernst Braker, Roman Tschabold und Helene Pflugshaupt.

## Ausstellungen (Auswahl)
- Biennale Venedig 1920, zusammen mit Ferdinand Hodler und Max Buri (beide posthum), Cuno Amiet, Augusto Giacometti, u. a.
- Biennale Venedig 1926 (auch 1936 und 1938)
- Basel, 15. Juni 1930, Gruppenausstellung mit Max Böhlen, Herold Howald und Martin Lauterburg

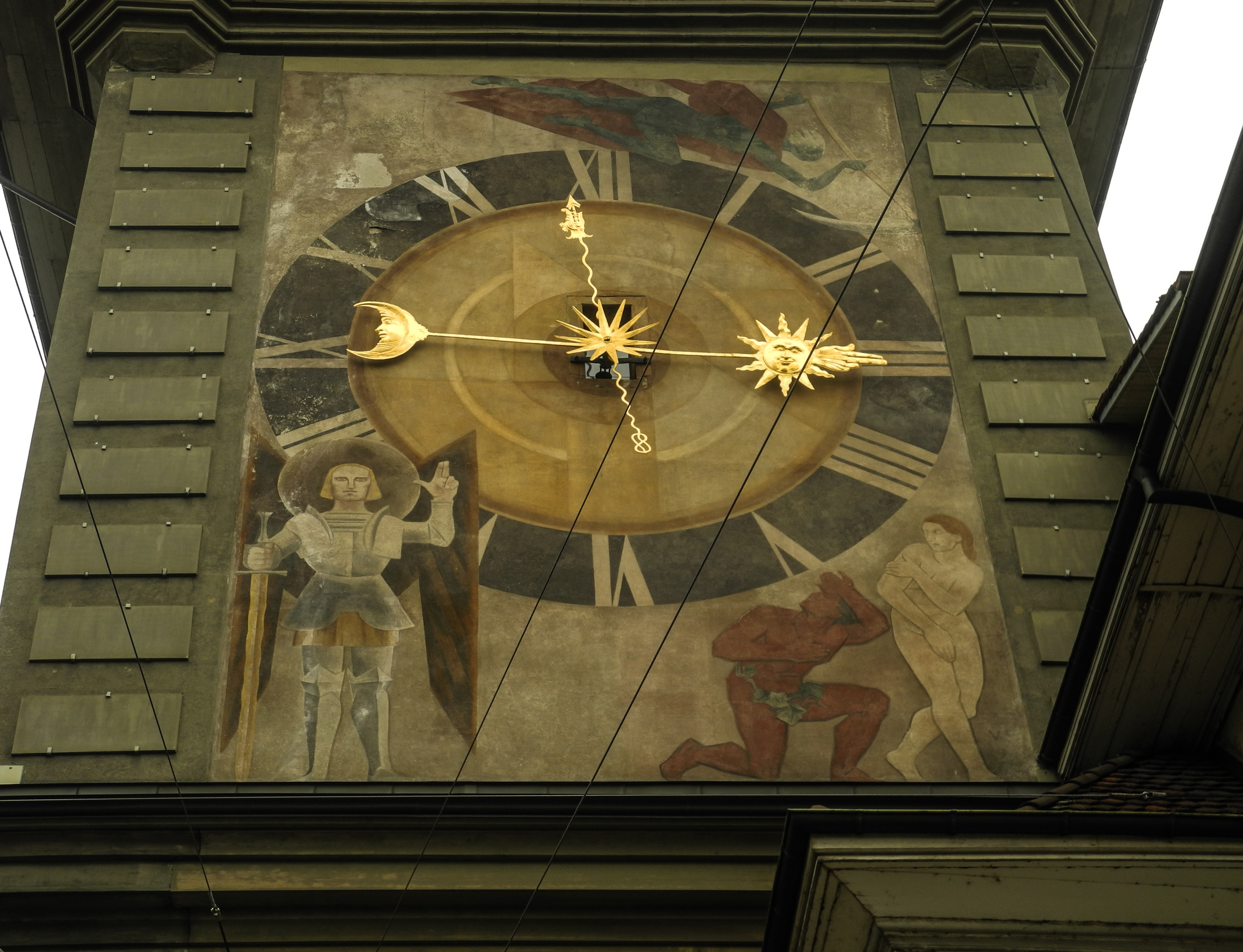
Beginn der Zeit, 1930, Zytglogge Bern, Westfassade

- Beginn der Zeit, 1930, Zytglogge Bern, WestfassadeKunsthalle Bern, 1929, 1940 und 1957
- Kunsthalle Basel, 1937[15]
- Schweizerische Landesausstellung 1939, Zürich
- Kunsthaus Zürich (mit Max von Mühlenen u. a.), 1940[16]
- Kunstmuseum Bern, 1947 und 1964
- IX. Schweizerische Ausstellung Alpiner Kunst der GSMBA, St. Gallen 1958[17]
- Kunstsammlung der Stadt Thun, Thunerhof, 1963
- Galerie Aarequai in Thun, 1969
- Gedächtnisausstellung zum 100. Geburtstag, Kunstsammlung Steffisburg, 1985
- Victor Surbek, Fred Stauffer und Hugo Wetli in der Kunstsammlung Hans & Marlis Suter im Wichterheergut Oberhofen, 2007
- Schulhaus Iseltwald, zusammen mit Marguerite Frey-Surbek, Herausgabe der Biografie von Markus Schneider Die Surbeks, 2014[18]
- Kunstmuseum Thun: „Bilder erzählen“, 2017, Gruppenausstellung mit Werken aus der Sammlung

## Werke im öffentlichen Raum (Auswahl)
- Irrfahrten und Heimkehr des Odysseus (1928), fünf Wandbilder im Gymnasium Kirchenfeld Bern, Mitteltrakt drittes Geschoss[19][20][21][22]
- Beginn der Zeit (1930), Zytglogge-Turm Westfassade, Bern
- Die vier Jahreszeiten (1934), Wandbild für die Trinkhalle der Kurbrunnenanlage in Rheinfelden
- Holzhauer im Winterwald und Schweizer Landschaften, Schweizerische Landesausstellung 1939, Zürich
- Die vier Jahreszeiten (1951), Wandbild im Versammlungssaal des Tiefenauspital, Bern[23]

## Werke in Sammlungen (Auswahl)
- Kunstmuseum Bern, gesamtes druckgrafisches Werk
- Schloss Spiez, Gemälde und Druckgrafik
- Graphische Sammlung der ETH Zürich
- Kunstmuseum Thun
- Berner Münsterplatz im Schnee, Der Rheinfall und Herbstliche Laube, Stadtarchiv Schaffhausen[24]
- Kunstsammlung Steffisburg
- Kunstsammlung Hans & Marlis Suter
- Burgerbibliothek Bern